# 아미파
아미파(중국어: 峨嵋派)는 무협물에 나오는 문파. 구파일방의 하나로 꼽히는 명문정파다. 근거지는 중국 사천성에 있는 아미산, 그중에서도 주봉인 금정봉(金頂峰)에 세워진 사찰 복호사(伏虎寺).

## 특징
어쩐지 여자들만 있는 문파로 나오는 경우가 많다. 이는 중국 최대의 비구니 사찰인 복호사가 아미산에 위치해있을 뿐 아니라, 오늘날 무협소설에 큰 영향을 미친 김용의 <사조삼부곡>에서 여승인 곽양이 아미파를 개파했고, 그 이후로 장문인이 되는 조건이 정숙하고 무공이 강한 여제자여야 한다는 점으로 설정했기 때문으로 보인다. 그러다보니 최근의 깽판 무협지에서는 험한 꼴을 많이 당한다. 여담으로 김용의 작품세계관에서 실제 여자로만 이루어진 문파는 소오강호에서 등장하는 항산파이다. 중간에 장문인 피살이라는 비상사태 때문에 영호충이 장문인 자리를 이어받고 사파 인물들이 대거 입문한 경우를 제외하면 정상적인 상황에서는 여성들만 입문할 수 있었다. 또 불가에 귀의하지 않은 속가 제자들도 약간 받아들이긴 하나, 정통 제자들은 모두 불교에 입문했다.
아무래도 사천지역의 경우 이미지가 강렬한 당가가 위치해있다는 설정이 무협지에서는 주류다보니, 아미파의 경우 보통 무협소설에서 잘 주목받는 대상이 아니며 이때문에 보통 세가 그리 크지 않다는 설정이 흔하다. 다만 작품별로 계속 바뀌는 구파일방에서 거의 필수로 들어가는 유명 문파이다. 소림사의 나한승, 화산파의 매화검수처럼 문파의 무력을 담당하는 복호승이 있다.
보통 히로인이 아미파에서 나오면, 세상물정 모르거나, 당찬 여걸일 가능성이 높다. 물론 비구니는 결혼이나 연애를 할수 없으니 속가 제자로 나오는게 일반적이다.
무협 초기에는 소림사와 마찬가지로 삭발을 한 여성들로 나왔지만, 도교의 영향이라는 설정도 있어 히로인 및 비중이 있는 조연으로 등장하면서 단발 및 장발로 나온다. 정숙하면서도 세상 물정을 모르는 미녀로 나오는 경우가 다수.
아미파의 장로급 인사들은 대체로 사태(師太)라 불리며 장문령부는 주로 서천보살자(西天普薩子)로 만든 백팔염주.

## 같이 보기
- 어메이산